# Wolfson College (Cambridge)
Il Wolfson College è uno dei college che costituiscono l'Università di Cambridge. Fondato nel 1965, deve il suo nome in memoria di Isaac Wolfson.